# Jakubów (gmina)
Pour les articles homonymes, voir Jakubów.
Jakubów est une gmina rurale (gmina wiejska) de la powiat de Mińsk, dans la Voïvodie de Mazovie, dans le centre-est de la Pologne.
Son siège administratif (chef-lieu) est le village de Jakubów, qui se situe environ 8 kilomètres au nord-est de Mińsk Mazowiecki (siège de la powiat) et 45 kilomètres à l'est de Varsovie (capitale de la Pologne).
La gmina couvre une superficie de 87,23 km2 pour une population de 4 962 habitants en 2006.

## Histoire
De 1975 à 1998, la gmina est attachée administrativement à la voïvodie de Siedlce.

Depuis 1999, elle fait partie de la voïvodie de Mazovie.

## Géographie
La gmina inclut les villages et localités de :

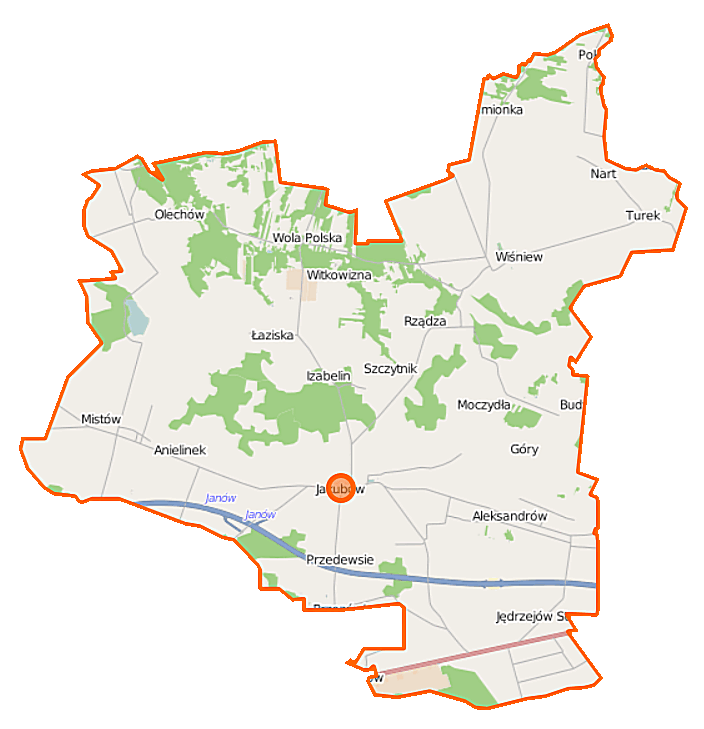
Plan de la gmina

- Aleksandrów
- Anielinek
- Antonin
- Brzozówka
- Budy Kumińskie
- Góry
- Izabelin
- Jakubów
- Jędrzejów Nowy
- Jędrzejów Stary
- Józefin
- Kamionka
- Łaziska
- Leontyna
- Ludwinów
- Mistów
- Moczydła
- Nart
- Przedewsie
- Rządza
- Strzebula
- Szczytnik
- Turek
- Tymoteuszew
- Wiśniew
- Wola Polska

### Gminy voisines
La gmina de Jakubów est voisine des gminy suivantes :
- Cegłów
- Dobre
- Kałuszyn
- Mińsk Mazowiecki
- Stanisławów

## Structure du terrain
D'après les données de 2002, la superficie de la commune de Jakubów est de 87,23 km2, répartis comme tel :
- terres agricoles : 81%
- forêts : 13%

La commune représente 7,49% de la superficie du powiat.

## Démographie
Données du 30 juin 2004 :
| Description        | Total  | Total | Femmes | Femmes | Hommes | Hommes |
| ------------------ | ------ | ----- | ------ | ------ | ------ | ------ |
| Unité              | Nombre | %     | Nombre | %      | Nombre | %      |
| Population         | 4 941  | 100   | 2 444  | 49,5   | 2 497  | 50,5   |
| Densité (hab./km²) | 56,6   | 56,6  | 28     | 28     | 28,6   | 28,6   |